# 이대산
이대산(李臺山, 1923년 ~  2020년 2월 16일)은 대한민국의 독립운동가, 세무공무원이다. 강원도 이천군 출신이다.

## 생애
1923년 강원도 이천군에서 태어나, 만주로 가서 항일 독립운동을 하여 사형선고까지 받았으나 해방으로 출옥하였다. 해방 후 세무공무원이 되었다. 그는 이전부터 독립유공자로 인정되어 1974년 육영수 저격 사건이 일어난 광복절 행사에서 독립유공자석에 앉았는데 문세광의 발을 걸어 문세광을 검거하는데 기여, 추가 피해자가 발생하는 것을 막았다. 사건 후인 1977년 건국포장을 받았다. 2020년 2월 16일 오후 9시 50분, 보라매병원에서 사망했다. 시신은 화장되어 유골이 국립서울현충원에 모셔졌다.